# Ed Visscher
Edward „Ed“ Visscher (* 1932 oder 1933; † 13. Oktober 1999) war ein US-amerikanischer Basketballtrainer.

## Leben
Visscher war Pastor, er arbeitete ab 1961 als Basketballtrainer und Lehrer an der Long Island Lutheran Middle & High School im US-Bundesstaat New York und wurde dort Schulleiter.
1978 wechselte er an die University of Florida und trat dort das Amt des Co-Trainers der Basketballmannschaft an. In Teilen des Spieljahrs 1979/80 sprang er als Cheftrainer ein, nachdem Trainer John Lotz entlassen worden war. 1980 wechselte er als Schuldirektor und Basketballtrainer an die Orlando Luther High School, wo er sechs Jahre lang blieb.
Nach dem Ende seiner Amtszeit in Orlando wechselte Visscher als Trainer nach Europa, war in Schweden tätig. Danach betreute er ab 1987 den dänischen Erstligaverein BMS und führte ihn dreimal zum Gewinn der Landesmeisterschaft. 1990 wechselte er innerhalb Dänemarks zu Horsens IC und erreichte mit der Mannschaft in der Saison 1990/91 die dänische Vizemeisterschaft. Im Spieljahr 1991/92 führte er Horsens zum ersten Meistertitel der Vereinsgeschichte, konnte sich danach jedoch mit dem Klub nicht auf eine Vertragsverlängerung einigen. Er nahm ein Angebot des TK Hannover an, für den er bis Herbst 1993 in der Bundesliga als Trainer tätig war. Von 1995 bis Dezember 1996 trainierte er die Paderborn Baskets in der 2. Basketball-Bundesliga.
Visscher gründete ein Unternehmen, mit dem er Sportreisen anbot. Mit seiner Frau Marie hatte er fünf Kinder. Sohn David spielte Basketball und wurde später wie sein Vater Profitrainer. Visscher starb 1999 im Alter von 66 Jahren an einer Krebserkrankung.